# Synagoge (Coesfeld)

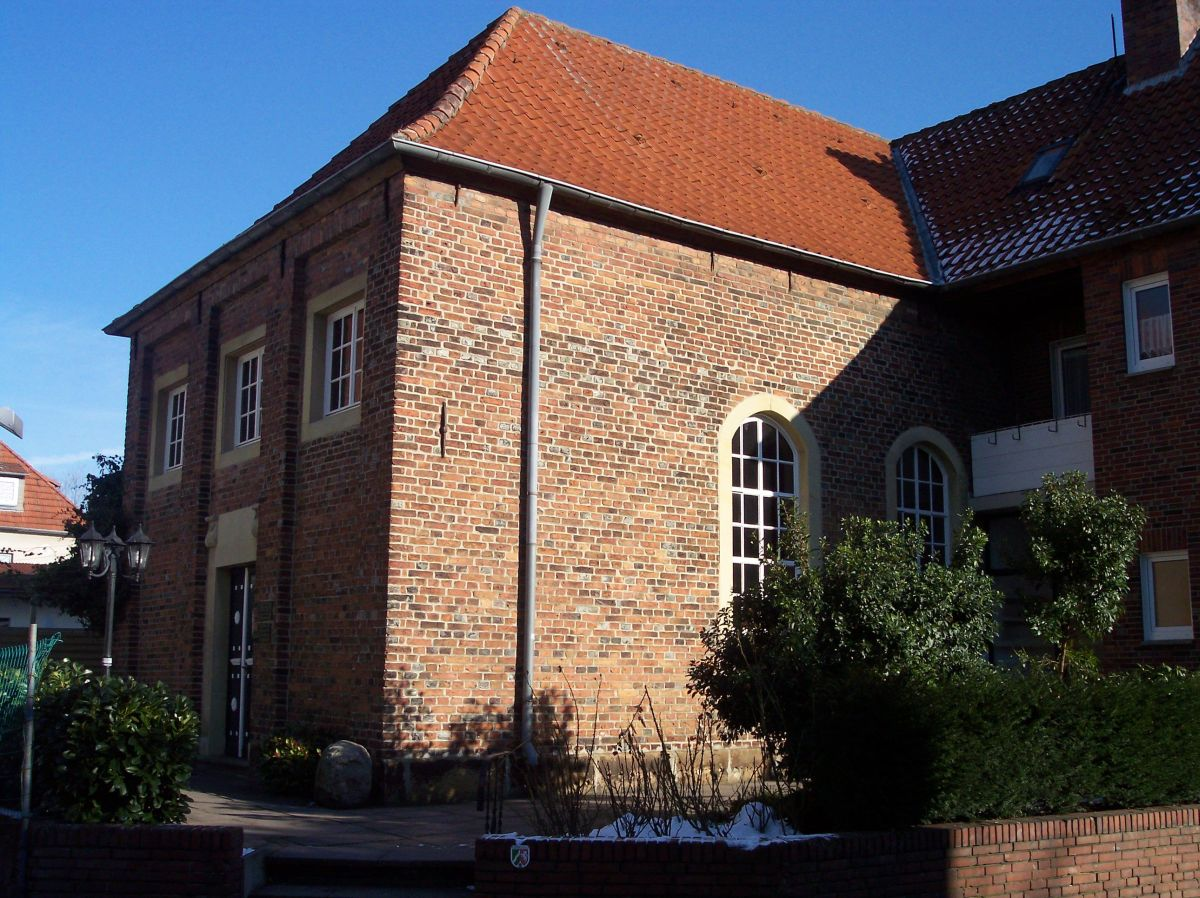
Synagoge Coesfeld

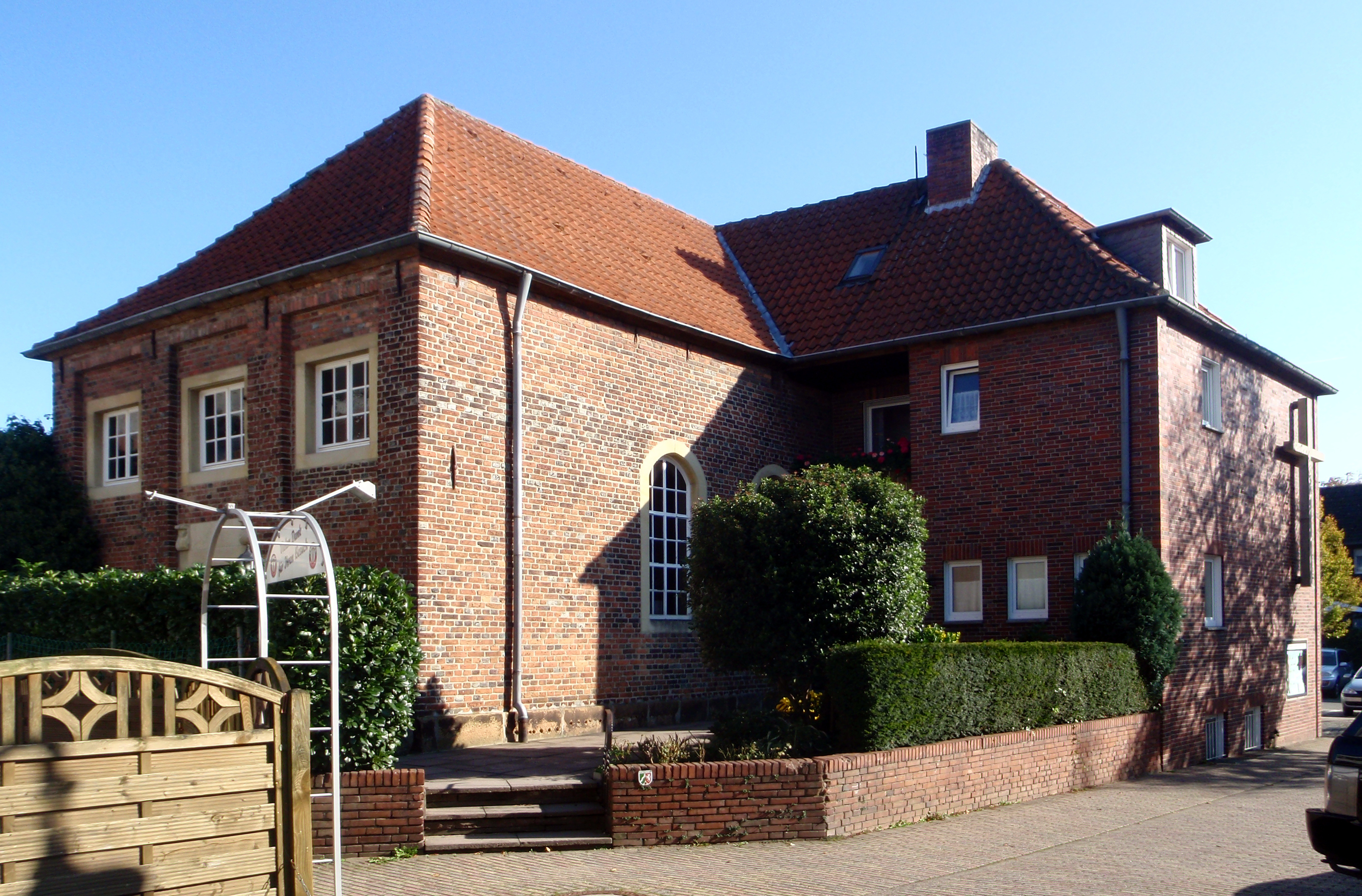
Gesamtansicht mit neuerem Flügel

Die ehemalige Synagoge in Coesfeld, einer Stadt in Nordrhein-Westfalen im westlichen Münsterland, wurde 1810 als jüdisches Gotteshaus eingeweiht. Von 1966 bis 2012 diente es der Coesfelder Baptistengemeinde als Gotteshaus. Die Synagoge befindet sich in der Weberstraße 7. Das Gebäude steht unter Denkmalschutz.

## Geschichte
Die ehemalige Synagoge diente der seit etwa 1670 nachgewiesenen jüdischen Gemeinde Coesfeld zum Gottesdienst. Während der Novemberpogrome 1938 blieb sie unzerstört, da sie bereits 1938 in Privatbesitz gelangt war.
Nach Schäden während des Zweiten Weltkriegs wurde das Gebäude von 1964 bis 1966 wiederhergestellt. Anschließend diente es unter dem Namen Christuskirche als evangelisch-freikirchliches Gemeindezentrum. Im Jahr 2012 erwarb die Gemeinde (heute Christus Gemeinde Coesfeld) aufgrund starken Mitgliederzuwachses die ehemalige Martin-Grundschule am Brink, baute sie zum Gotteshaus um und verkaufte 2013 die Synagoge an die Stadt Coesfeld. Das Gebäude dient heute als Gedenk- und Veranstaltungsort.

## Architektur
Im Inneren befindet sich ein schlichter Saal, in dem noch die Frauenempore und die Umrahmung für den Thoraschrein erhalten sind. Die hohen Rundbogenfenster lassen bereits von außen erkennen, dass es sich um ein sakrales Gebäude handelt.